# Kéttollú izom

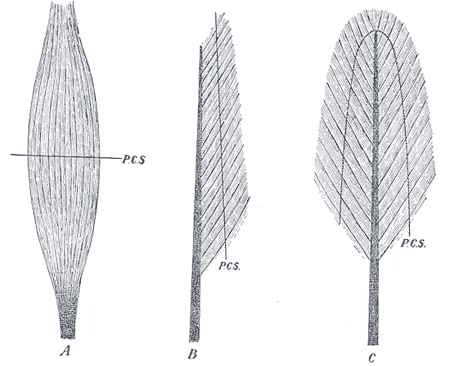
Az izmok szerkezete (a C betűvel jelölt)

Az egytollú izom (musculus unipennatus) változata a kéttollú izom. Ennek az izomfajtának a harántrostjai az ín mindkét oldalán megtalálhatók. Például: egyenes combizom (musculus rectus femoris).